# 島根県道54号益田澄川線
島根県道54号益田澄川線（しまねけんどう54ごう ますだすみかわせん）は、島根県益田市を通る県道（主要地方道）である。

## 概要
起点から益田市波田町まではある程度改良が進んでおり、路線バスも運行されているが、波田町から終点までは道幅が狭いため大型車などは通行できない。また、その区間のほとんどは冬季は閉鎖される。この部分も昭和初期までは匹見地区と益田地区を結ぶ数少ない車道であったため、バスが走っていた。

### 路線データ
- 起点：島根県益田市駅前町（益田駅前交差点、島根県道35号益田停車場線交点）
- 終点：島根県益田市匹見町澄川（国道488号交点）
- 総延長：約20 km[1]

## 歴史
- 1993年（平成5年）5月11日 - 建設省から、県道澄川益田線が益田澄川線として主要地方道に指定される[2]。
- 2001年度（平成13年度） - 笹倉工区（延長1.3 km）事業化[1]。
- 2016年（平成28年）9月19日 - 笹倉工区（延長1.3 km）開通[1]。

## 路線状況
益田市波田町 - 益田市匹見町澄川間の峠越え区間は、冬季通行止めとなる。

### 重複区間
- 国道191号（益田市大谷町 - 益田市美都町笹倉）

### 道路施設

#### 橋梁
- 堀川橋（益田川、益田市）
- 八坂橋（益田川、益田市）
- 山都大橋（延長113 m[1]、益田市）
- 芦屋大橋（延長18 m[1]、益田市）

#### トンネル
- 伏谷トンネル：延長551 m、1986年（昭和61年）竣工、益田市（国道191号重複区間内）
- 久々茂トンネル：延長151 m、1994年（平成6年）竣工、益田市（国道191号重複区間内）
- 笹倉トンネル：延長242 m、1996年（平成8年）竣工、益田市（国道191号重複区間内）
- 笹波トンネル：延長629 m[1]、竣工、益田市

## 地理

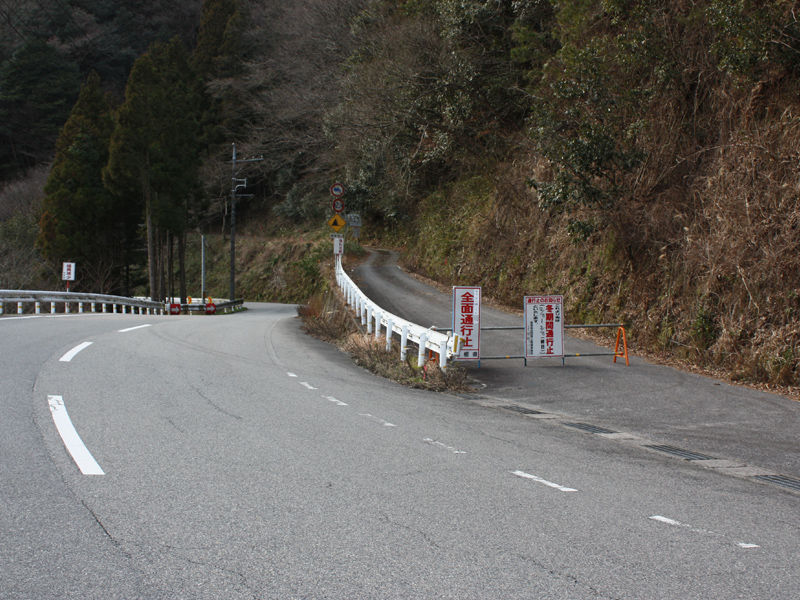
島根県道54号益田澄川線の終点（中央の通行止めの道）手前の道は国道488号

### 通過する自治体
- 益田市

### 交差する道路
| 交差する道路              | 交差する場所 | 交差する場所          |
| ------------------------- | ------------ | --------------------- |
| 島根県道35号益田停車場線  | 駅前町       | 益田駅前交差点 / 起点 |
| 島根県道310号益田吉田線   | 駅前町       | 駅前町東交差点        |
| 島根県道171号益田種三隅線 | 本町         |                       |
| 国道191号 重複区間起点    | 大谷町       |                       |
| 国道191号 重複区間終点    | 美都町笹倉   |                       |
| 国道488号                 | 匹見町澄川   | 終点                  |

### 沿線
- JR西日本山陰本線・山口線 益田駅
- 益田駅前ビル EAGA
- 島根県芸術文化センター グラントワ
- 医光寺
- 益田東高等学校
- 益田市立益田小学校
- 益田市立豊川小学校
- 益田市立真砂小学校
- ひだまりパークみと
- 益田川ダム